# Póker de amantes para tres (película de 1969)
Póker de amantes es una película filmada en blanco y negro de Argentina dirigida por Ramiro Cortés y Francisco Tarantini según el guion de Serra, que se produjo en 1969. Debido a la censura de la época, ya que la película contenía escenas de cierto erotismo, no fue nunca estrenada hasta 2014, que se rescató una copia y se presentó al público. Está protagonizada por Elvira Porcel, Oscar Brizuela, Irene Moreno y Juan Alighieri.
Aunque no tiene relación alguna con Póker de amantes para tres, película de 1973 dirigida por Carlos Dimitriades, suele confundirse con ésta, por su nombre parecido. 

## Sinopsis
Un pintor se relaciona sentimentalmente con su atractiva vecina.

## Reparto
- Elvira Porcel
- Oscar Brizuela
- Irene Moreno
- Juan Alighieri